# Vanoise Express

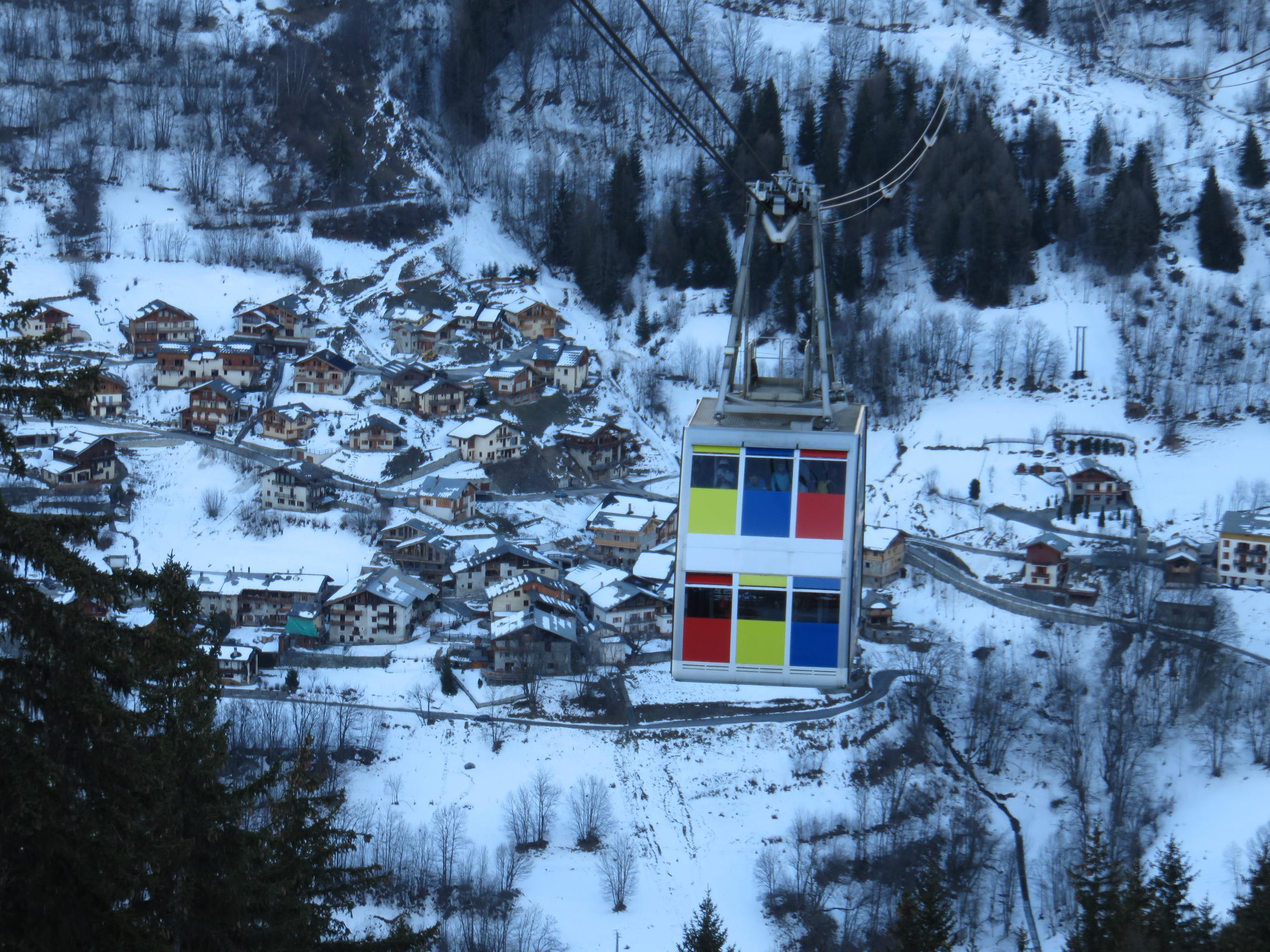
Kabine des Vanoise Express

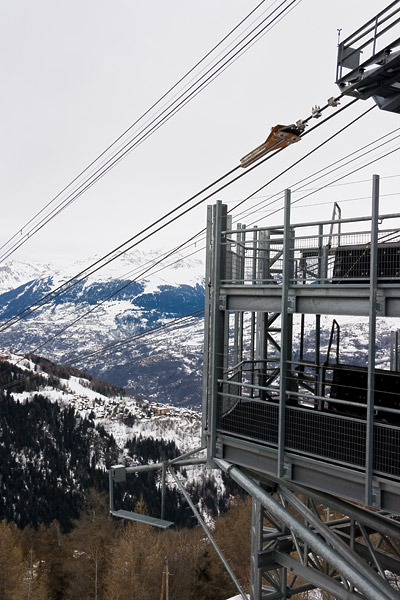
Der Vanoise Express (von Peisey-Vallandry aus)

Der Vanoise Express in Savoyen (Frankreich) ist die größte doppelstöckige Luftseilbahn Europas. 

## Beschaffenheit
Sie besteht aus zwei unabhängigen, parallelen Seilbahnsystemen mit je einer Kabine, welche die Skigebiete La Plagne und Les Arcs miteinander über das Vallée du Panthurin hinweg ohne Stützen verbindet und dadurch das Paradiski ermöglicht. Die Stationen in Montchavin (La Plagne) und Plan Peisey (Les Arcs) liegen auf 1548 m bzw. 1612 m Höhe, so dass der Höhenunterschied lediglich 64 m beträgt. Der Vanoise Express erreicht eine maximale Höhe von 380 Metern über Grund und hat eine Länge von 1800 Metern, die in 3 Minuten 50 Sekunden zurückgelegt werden.
Die beiden Seilbahnsysteme bestehen aus je einer Pendelbahn mit nur einer Kabine, die an zwei Tragseilen (75 mm) hängt. Das Zugseil (45 mm) wird oberhalb der Tragseile zurückgeführt und hat zu diesem Zweck zwei eigene Tragseile (42 mm). Jede Kabine hat zwei Stockwerke und fasst 200 Personen plus den Kabinenbegleiter. Sie sind damit die derzeit (2017) größten Kabinen einer Luftseilbahn in Europa. Eine vollbeladene Kabine wiegt 29 t und fährt mit bis zu 12,5 m/s (45 km/h).

## Geschichte
Erbaut wurde diese Seilbahn in den Jahren 2002/2003 im Auftrag der Compagnie des Alpes durch POMA, ein französisches Unternehmen, das mit der Südtiroler Leitner AG verbunden ist. Die Investition betrug über 15 Millionen Euro.  Eröffnet wurde die Anlage offiziell im Dezember 2003. Während der Saison 2007/2008 wurde der Betrieb vorerst eingestellt, da die Tragseile Schäden aufwiesen, die einen sicheren Betrieb nicht mehr zuließen. Im Sommer 2008 wurden die Seile ausgetauscht, so dass die Seilbahn zum Saisonbeginn am 20. Dezember 2008 wieder eröffnen konnte.